# 가면라이더 555
"가면라이더 파이즈"(일본어: 仮面ライダー555(ファイズ) 카멘라이다스리화이브(화이즈)[*], 영문 표기:KAMEN RIDER 555(Faiz))는 일본에서 2003년(헤이세이 15년) 1월 26일부터 2004년(헤이세이 16년) 1월 18일까지 총50화가 TV 아사히를 통해 매주 일요일 8:00-8:30에 방송된, 토에이 제작의 특수촬영 TV프로, 및 주인공(히어로)의 이름이다.
헤이세이 가면라이더 시리즈 제4작이며 캐치 카피는 "질주하는 본능(疾走する本能 싯소스루혼노우[*])".

## 시놉시스
서기 2003년. 큐슈에서 홀로 여행을 하고 있던 청년 이누이 타쿠미는 우연히 만난 소녀 소노다 마리와 함께 수수께끼의 괴인 올페노크에게 습격당한다. 마리는 가지고 있던 벨트를 타쿠미에게 억지로 착용시키고 그를 가면라이더 파이즈로 변신시켜 올페노크를 격퇴한다. 그리고 여행의 도중 세탁소의 키쿠치 케타로와 만나서 사정을 알게 된 그의 권유로 도쿄에 있는 그의 집에서 3명끼리의 공동 생활을 시작하게 된다.
한편 다른 장소에 있던 청년 키바 유지는 교통사고를 겪고 2년간의 혼수 상태를 거쳐 사망하지만 갑작스럽게 되살아나 주위를 혼란시킨다. 본인도 이에 대해 동요하고 있었지만 자신이 혼수 상태에 빠져있는 동안에 자신의 주변 인물들이 자길 배신한 것을 깨닫고는 분개하여 이형의 괴물이 되어서 배신자들을 자기의 손으로 처리한다. 그런 그의 앞에 스마트 레이디라는 여성이 나타나 일의 진상을 고하는데, 그것은 그가 한 차례 사망한 후에 올페노크로서 각성하였다는 사실이었다.
타쿠미와 유지, 이 2명의 남자의 이야기를 중심으로 올페노크와의 인류의 미래를 둘러싼 싸움이 막을 연다.

## 주인공 측
이누이 타쿠미(한국명:테이지)/가면라이더 파이즈 일본배우:한다 겐토/한국성우:최원형
소노다 마리(한국명:마리) 일본배우:하가 유리아/한국성우:양정화
키쿠치 케타로(한국명:켄드로) 일본배우:미조로기 켄/한국성우:위훈
키바 유지(한국명:유지)/호스 오르페노크/가면라이더 파이즈 일본배우:이즈미 마사유키/한국성우:정명준
오사다 유카(한국명:오사나 유카)/크레인 오르페노크 일본배우:가자 레이라니/한국성우:정선혜
카이도 나오야(한국명:가이도)/스네이크 오르페노크 일본배우:카라하시 미츠루/한국성우:송준석
구사카 마사토(한국명:구사카 사비노)/가면라이더 카이저 일본배우:무라카미 코우헤이/한국성우:이주창
미하라 슈우지(한국명:슈지)/가면라이더 델타 일본배우:히라다 아츠시/한국성우:최재호
아베 리나 일본배우:카사이 리에/한국성우:정혜옥
스즈키 테루오 일본배우:와타나베 카야토/한국성우:김현지

## 스마트 브레인
무리카미 쿄지(한국명:코지)/로즈 오르페노크 일본배우:무라이 카츠유키/한국성우:서윤선
하나가타(한국명:플라터)/고트 오르페노크 일본배우:나카 코우세이/한국성우:손종환
스마트 레이디 일본배우:쿠리하라 히토미/한국성우:류점희
타쿠마 이츠로(한국명:로이스)/센티피드 오르페노크 일본배우:야마사키 쥰/한국성우:김기흥
카게야아 사에코(한국명:사에카)/랍스터 오르페노크 일본배우:와카/한국성우:이용신
키타자키(한국명:기타레이)/드래곤 오르페노크 일본배우:후지타 레이/한국성우:신용우
제이/크로커다일 오르페노크 일본배우:케네스 두리아/한국성우:현경수
사와다 아키(한국명:아키)/스파이더 오르페노크 일본배우:아야노 고/한국성우:노계현

## 주제가·삽입곡
오프닝
『JustiΦ's』 / 노래 - ISSA 홍종명
삽입곡
『Dead or alive』 / 노래 - 이시하라 신이치
『The people with no name』 / 노래 - RIDER CHIPS Featuring m.c.A・T
『EGO 〜eyes glazing over』 / 노래 - ICHIDAI
『Justiφ's-Accel Mix』 / 노래 - ISSA